# PGT Mixed Games I

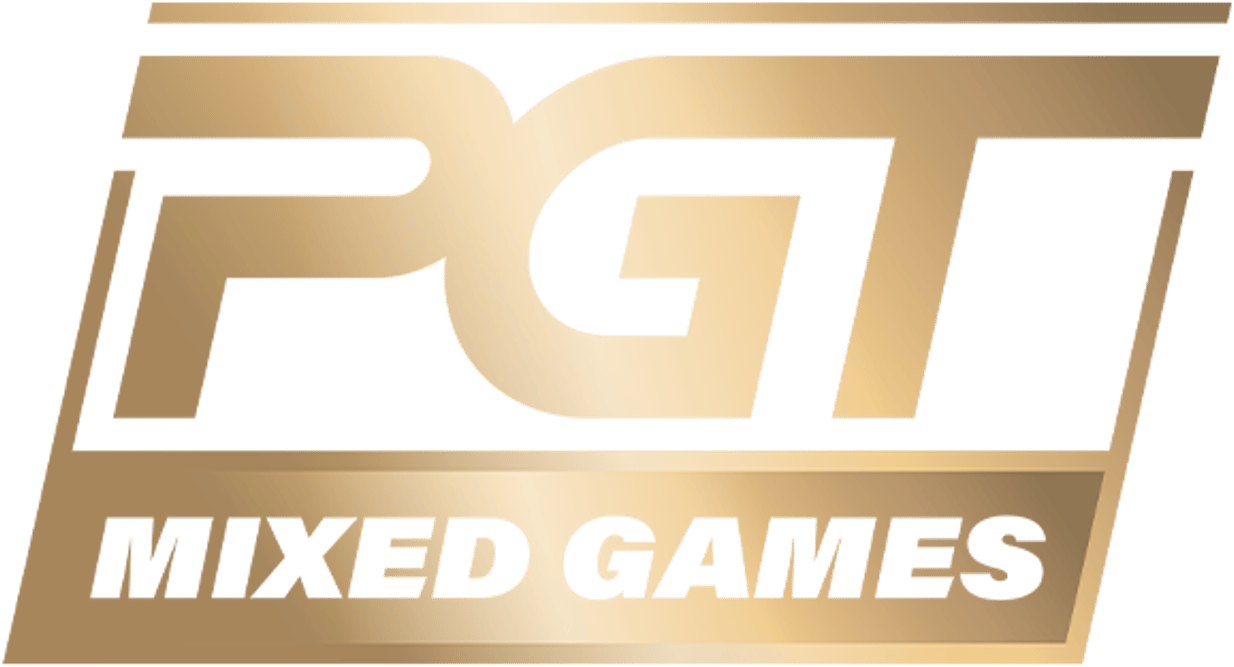
Logo der PGT Mixed Games

Die PGT Mixed Games I waren die erste Austragung dieser Pokerturnierserie und wurden von Poker Central veranstaltet. Die acht High-Roller-Turniere mit Buy-ins von meist 10.000 US-Dollar wurden vom 4. bis 11. Februar 2023 im PokerGO Studio im Aria Resort & Casino in Paradise am Las Vegas Strip ausgespielt.

## Struktur

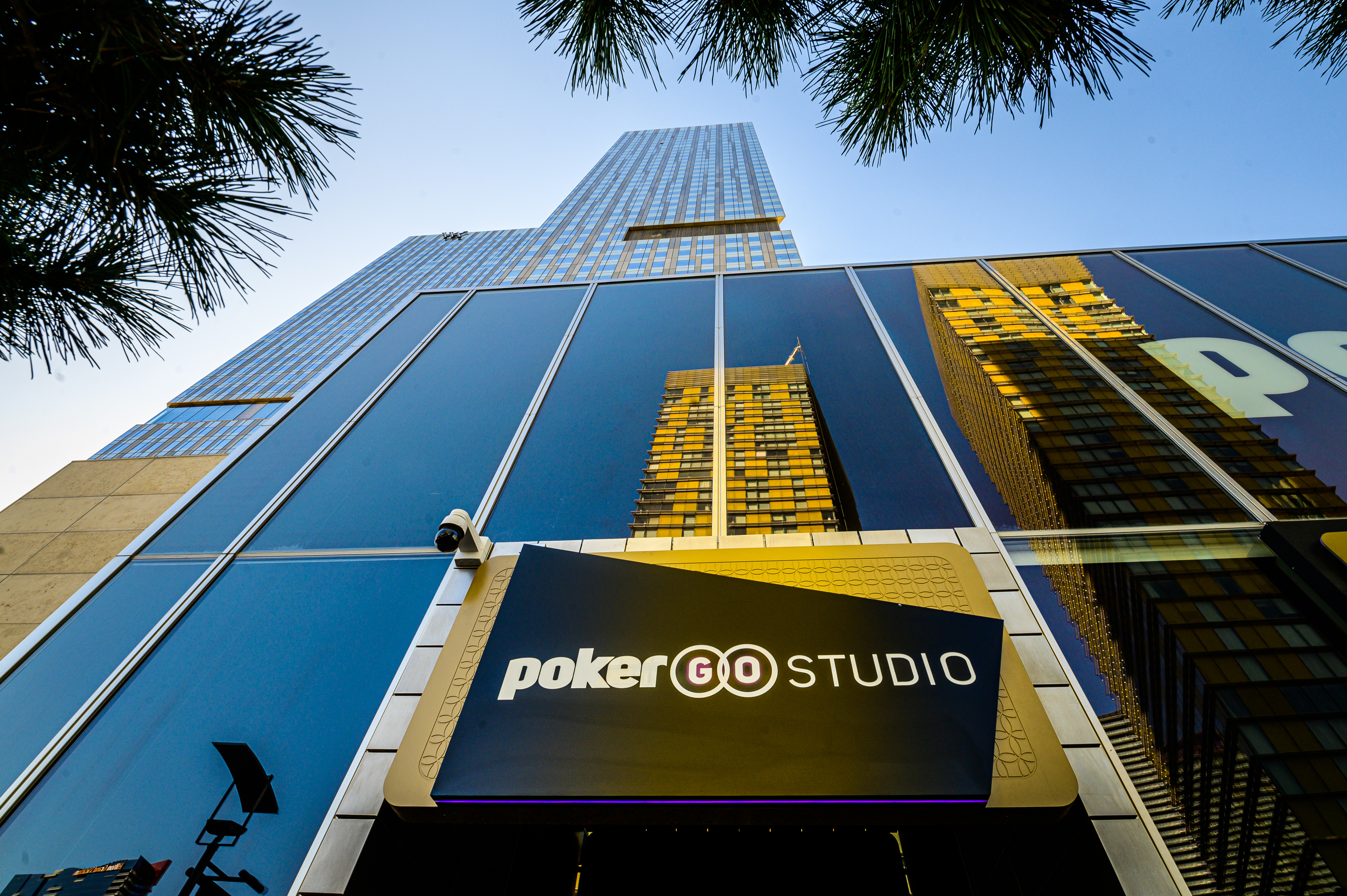
Das PokerGO Studio im Aria Resort & Casino (2019)

Die Turnierserie war Teil der PokerGO Tour, die über das Kalenderjahr 2023 läuft. Anders als beim Großteil der Events der Tour wurden nicht die dominierenden Varianten No Limit Hold’em und Pot Limit Omaha angeboten, sondern alle Turniere mit gemischten Varianten in Rotation gespielt. Aufgrund des hohen Buy-ins waren bei den Turnieren lediglich die weltbesten Pokerspieler sowie reiche Geschäftsmänner anzutreffen. Daniel Zack sicherte sich als erfolgreichster Spieler der Serie eine zusätzliche Prämie von 25.000 US-Dollar.

## Turniere

### Übersicht
| # | Turnierbeginn | Buy-in (in $) | Variante                 | Teilnehmer | Sieger        | Herkunft           | Preisgeld (in $) |
| - | ------------- | ------------- | ------------------------ | ---------- | ------------- | ------------------ | ---------------- |
| 1 | 4. Feb. 2023  | 10.000        | H.O.R.S.E.               | 87         | Shaun Deeb    | Vereinigte Staaten | 208.800          |
| 2 | 5. Feb. 2023  | 10.000        | 8-Game                   | 88         | John Monnette | Vereinigte Staaten | 211.200          |
| 3 | 6. Feb. 2023  | 10.000        | Triple Stud Mix          | 50         | Eli Elezra    | Vereinigte Staaten | 180.000          |
| 4 | 7. Feb. 2023  | 10.000        | Big Bet Mix              | 69         | Ben Lamb      | Vereinigte Staaten | 186.300          |
| 5 | 8. Feb. 2023  | 10.000        | Triple Draw Mix          | 69         | Nick Guagenti | Vereinigte Staaten | 186.300          |
| 6 | 9. Feb. 2023  | 10.000        | Dealer’s Choice          | 56         | Scott Abrams  | Vereinigte Staaten | 179.200          |
| 7 | 10. Feb. 2023 | 25.000        | 10-Game                  | 57         | Jason Mercier | Vereinigte Staaten | 367.500          |
| 8 | 11. Feb. 2023 | 05.000        | No Limit 2-7 Single Draw | 52         | Cary Katz     | Vereinigte Staaten | 083.200          |

### #1 – H.O.R.S.E.

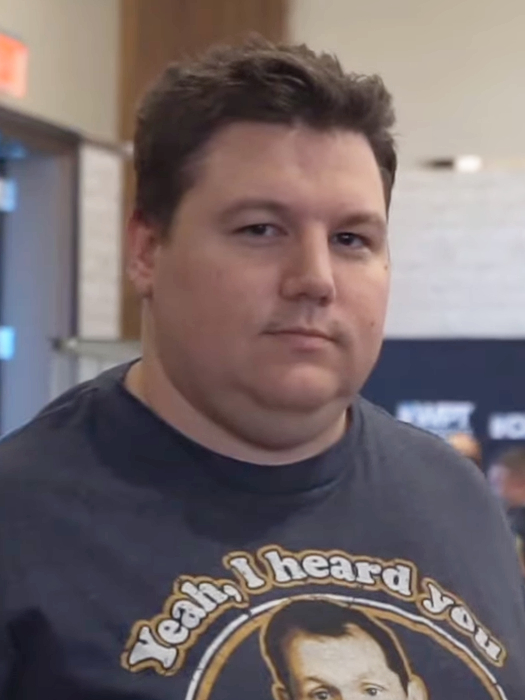
Shaun Deeb (2019)

Das erste Event wurde am 4. und 5. Februar 2023 in H.O.R.S.E. gespielt. 87 Teilnehmer zahlten den Buy-in von 10.000 US-Dollar.
| Platz | Herkunft           | Spieler            | Preisgeld (in $) | Punkte |
| ----- | ------------------ | ------------------ | ---------------- | ------ |
| 1     | Vereinigte Staaten | Shaun Deeb         | 208.800          | 209    |
| 2     | Vereinigte Staaten | David „ODB“ Baker  | 147.900          | 148    |
| 3     | Vereinigte Staaten | Nick Guagenti      | 104.400          | 104    |
| 4     | Deutschland        | Johannes Becker    | 087.000          | 087    |
| 5     | Vereinigte Staaten | Andrew Yeh         | 069.600          | 070    |
| 6     | Vereinigte Staaten | Michael Martinelli | 052.200          | 052    |
| 7     | Schweden           | Erik Sagström      | 043.500          | 044    |
| 8     | Vereinigte Staaten | Phillip Hui        | 034.800          | 035    |
| 9     | Vereinigte Staaten | John Racener       | 034.800          | 035    |
| 10    | Vereinigte Staaten | Yehuda Buchalter   | 026.100          | 026    |
| 11    | Kanada             | Alex Livingston    | 026.100          | 026    |
| 12    | Kanada             | Daniel Negreanu    | 017.400          | 017    |
| 13    | Frankreich         | Julien Martini     | 017.400          | 017    |

### #2 – 8-Game
Das zweite Event wurde am 5. und 6. Februar 2023 in 8-Game gespielt, wobei das Heads-Up erst am 8. Februar 2023 ausgetragen wurde. 88 Teilnehmer zahlten den Buy-in von 10.000 US-Dollar.
| Platz | Herkunft               | Spieler           | Preisgeld (in $) | Punkte |
| ----- | ---------------------- | ----------------- | ---------------- | ------ |
| 1     | Vereinigte Staaten     | John Monnette     | 211.200          | 211    |
| 2     | Libanon                | Albert Daher      | 149.600          | 150    |
| 3     | Vereinigte Staaten     | Brian Rast        | 105.600          | 106    |
| 4     | Vereinigte Staaten     | Craig Chait       | 088.000          | 088    |
| 5     | Serbien                | Damjan Radanov    | 070.400          | 070    |
| 6     | Vereinigte Staaten     | Mike Thorpe       | 052.800          | 053    |
| 7     | Vereinigte Staaten     | Christopher Vitch | 044.000          | 044    |
| 8     | Vereinigte Staaten     | Michael Noori     | 035.200          | 035    |
| 9     | Vereinigte Staaten     | Anthony Zinno     | 035.200          | 035    |
| 10    | Vereinigte Staaten     | Mike Wattel       | 026.400          | 026    |
| 11    | Vereinigte Staaten     | Jeff Madsen       | 026.400          | 026    |
| 12    | Vereinigtes Konigreich | Benny Glaser      | 017.600          | 018    |
| 13    | Vereinigte Staaten     | William O’Neil    | 017.600          | 018    |

### #3 – Triple Stud Mix

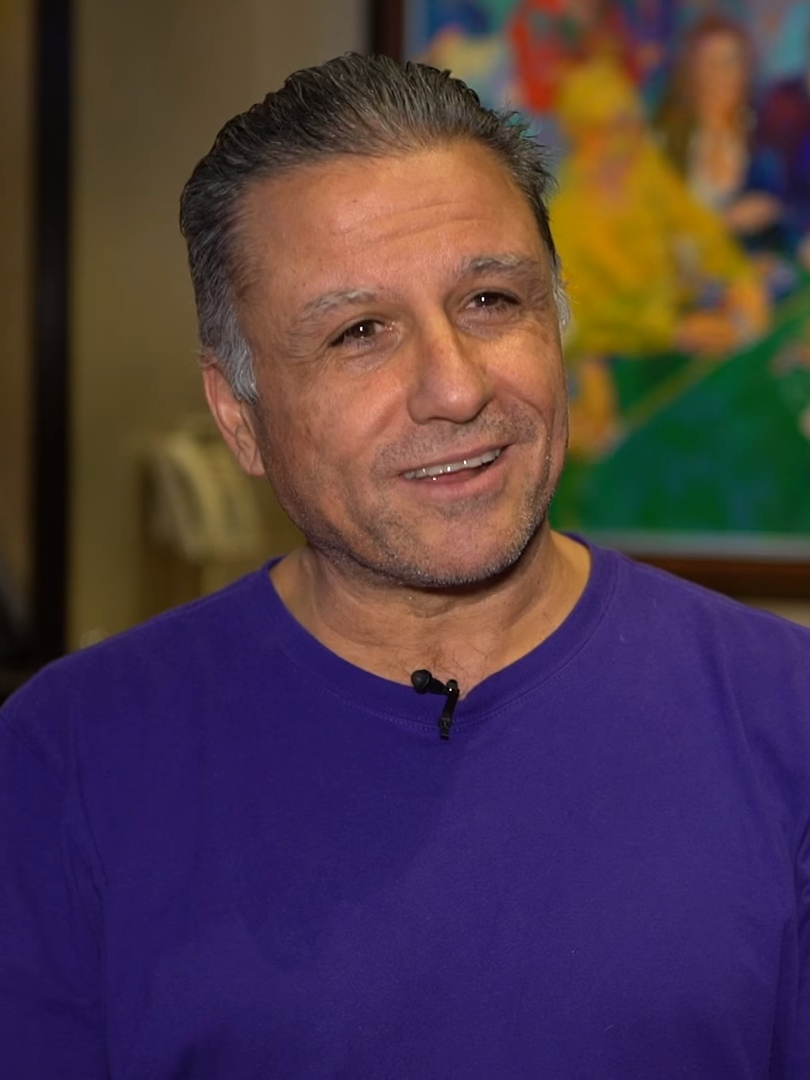
Eli Elezra (2018)

Das dritte Event wurde am 6. und 7. Februar 2023 in Triple Stud Mix gespielt. 60 Teilnehmer zahlten den Buy-in von 10.000 US-Dollar.
| Platz | Herkunft               | Spieler            | Preisgeld (in $) | Punkte |
| ----- | ---------------------- | ------------------ | ---------------- | ------ |
| 1     | Vereinigte Staaten     | Eli Elezra         | 180.000          | 180    |
| 2     | Israel                 | Yuval Bronshtein   | 120.000          | 120    |
| 3     | Vereinigte Staaten     | Daniel Zack        | 084.000          | 084    |
| 4     | Vereinigte Staaten     | John Monnette      | 060.000          | 060    |
| 5     | Vereinigtes Konigreich | Philip Sternheimer | 048.000          | 048    |
| 6     | Vereinigte Staaten     | Yehuda Buchalter   | 036.000          | 036    |
| 7     | Vereinigte Staaten     | Jennifer Harman    | 030.000          | 030    |
| 8     | Vereinigte Staaten     | Phillip Hui        | 024.000          | 024    |
| 9     | Vereinigte Staaten     | Michael Filipiak   | 018.000          | 018    |

### #4 – Big Bet Mix

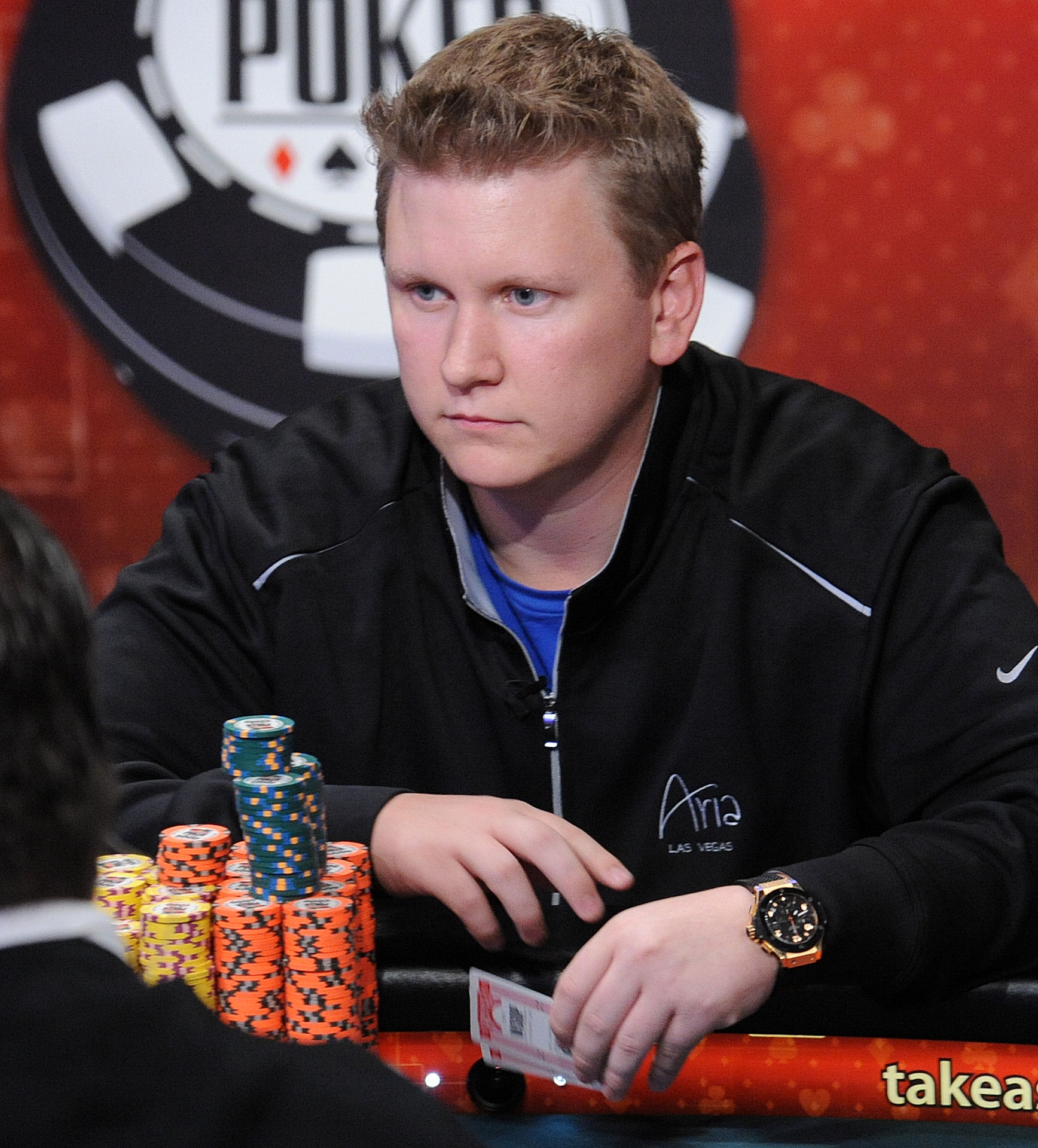
Ben Lamb (2011)

Das vierte Event wurde am 7. und 8. Februar 2023 in Big Bet Mix gespielt, wobei das Heads-Up erst am 14. Februar 2023 ausgetragen wurde. 69 Teilnehmer zahlten den Buy-in von 10.000 US-Dollar.
| Platz | Herkunft           | Spieler         | Preisgeld (in $) | Punkte |
| ----- | ------------------ | --------------- | ---------------- | ------ |
| 1     | Vereinigte Staaten | Ben Lamb        | 186.300          | 186    |
| 2     | Vereinigte Staaten | Maxx Coleman    | 138.000          | 138    |
| 3     | Vereinigte Staaten | Adam Friedman   | 089.700          | 090    |
| 4     | Vereinigte Staaten | Craig Chait     | 069.000          | 069    |
| 5     | Vereinigte Staaten | Ben Yu          | 055.200          | 055    |
| 6     | Vereinigte Staaten | Sam Soverel     | 041.400          | 041    |
| 7     | Vereinigte Staaten | Brian Rast      | 034.500          | 035    |
| 8     | Vereinigte Staaten | Daniel Zack     | 027.600          | 028    |
| 9     | Deutschland        | Johannes Becker | 027.600          | 028    |
| 10    | Vereinigte Staaten | Daniel Cates    | 020.700          | 021    |

### #5 – Triple Draw Mix
Das fünfte Event wurde am 8. und 9. Februar 2023 in Triple Draw Mix gespielt. 69 Teilnehmer zahlten den Buy-in von 10.000 US-Dollar.
| Platz | Herkunft           | Spieler         | Preisgeld (in $) | Punkte |
| ----- | ------------------ | --------------- | ---------------- | ------ |
| 1     | Vereinigte Staaten | Nick Guagenti   | 186.300          | 186    |
| 2     | Kanada             | Alex Livingston | 138.000          | 138    |
| 3     | Vereinigte Staaten | Mike Thorpe     | 089.700          | 090    |
| 4     | Vereinigte Staaten | Mike Gorodinsky | 069.000          | 069    |
| 5     | Vereinigte Staaten | Dan Shak        | 055.200          | 055    |
| 6     | Serbien            | Damjan Radanov  | 041.400          | 041    |
| 7     | Vereinigte Staaten | Daniel Zack     | 034.500          | 035    |
| 8     | Vereinigte Staaten | Brian Rast      | 027.600          | 028    |
| 9     | Vereinigte Staaten | Joshua Ladines  | 027.600          | 028    |
| 10    | Vereinigte Staaten | Brian Yoon      | 020.700          | 021    |

### #6 – Dealer’s Choice
Das sechste Event wurde am 9. und 10. Februar 2023 in Dealer’s Choice gespielt. 56 Teilnehmer zahlten den Buy-in von 10.000 US-Dollar.
| Platz | Herkunft           | Spieler         | Preisgeld (in $) | Punkte |
| ----- | ------------------ | --------------- | ---------------- | ------ |
| 1     | Vereinigte Staaten | Scott Abrams    | 179.200          | 179    |
| 2     | Vereinigte Staaten | Ben Lamb        | 117.600          | 118    |
| 3     | Kanada             | Daniel Negreanu | 078.400          | 078    |
| 4     | Vereinigte Staaten | Nick Schulman   | 056.000          | 056    |
| 5     | Vereinigte Staaten | John Monnette   | 044.800          | 045    |
| 6     | Vereinigte Staaten | Daniel Zack     | 033.600          | 034    |
| 7     | Vereinigte Staaten | Bryce Yockey    | 028.000          | 028    |
| 8     | Deutschland        | Johannes Becker | 022.400          | 022    |

### #7 – 10-Game Championship

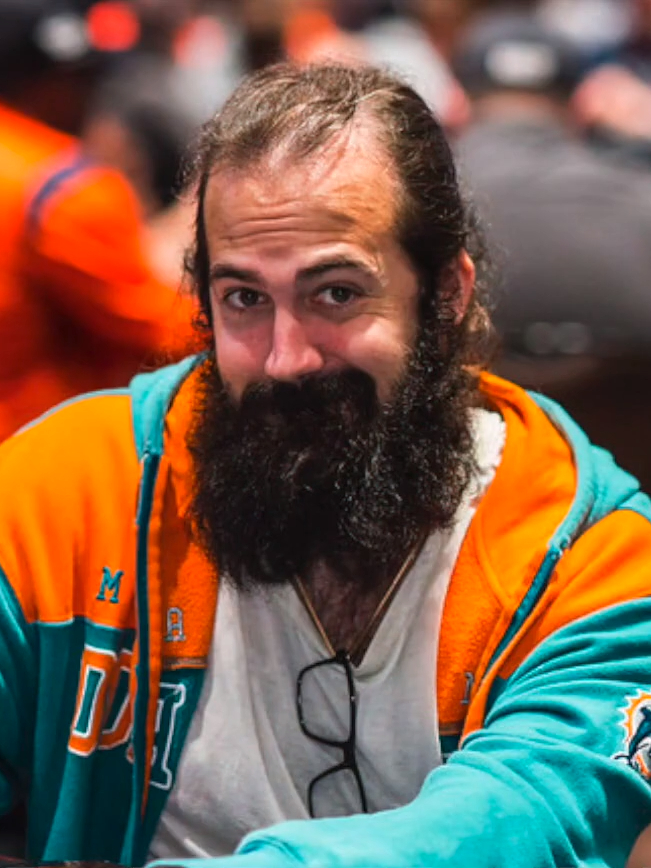
Jason Mercier (2019)

Das siebte Event wurde am 10. und 11. Februar 2023 in 10-Game gespielt. 57 Teilnehmer zahlten den Buy-in von 25.000 US-Dollar.
| Platz | Herkunft           | Spieler           | Preisgeld (in $) | Punkte |
| ----- | ------------------ | ----------------- | ---------------- | ------ |
| 1     | Vereinigte Staaten | Jason Mercier     | 367.500          | 257    |
| 2     | Vereinigte Staaten | Daniel Zack       | 345.000          | 171    |
| 3     | Vereinigte Staaten | David „ODB“ Baker | 199.500          | 120    |
| 4     | Vereinigte Staaten | Maxx Coleman      | 142.500          | 086    |
| 5     | Vereinigte Staaten | Jeremy Ausmus     | 114.000          | 068    |
| 6     | Kanada             | Daniel Negreanu   | 085.500          | 051    |
| 7     | Vereinigte Staaten | Andrew Kelsall    | 071.250          | 043    |
| 8     | Argentinien        | Nacho Barbero     | 057.000          | 034    |
| 9     | Vereinigte Staaten | Mike Wattel       | 042.750          | 026    |

### #8 – No Limit 2-7 Single Draw

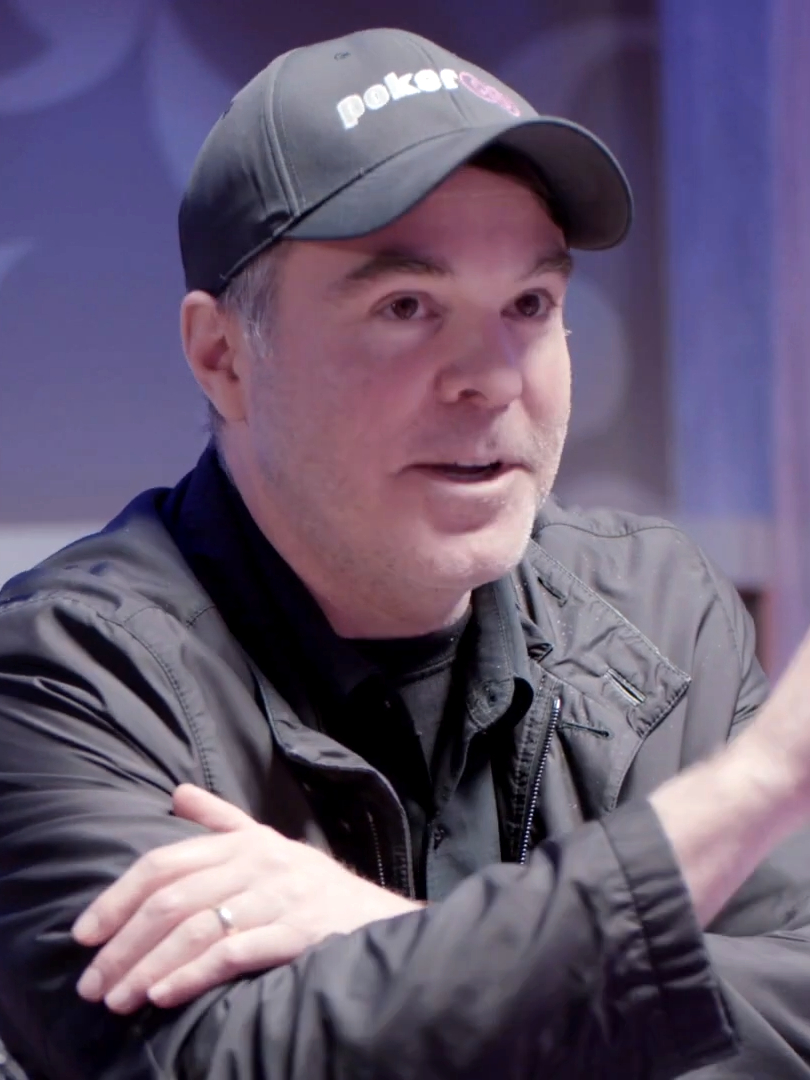
Cary Katz (2018)

Das achte Event wurde am 11. Februar 2023 in No Limit 2-7 Single Draw gespielt. 52 Teilnehmer zahlten den Buy-in von 5000 US-Dollar.
| Platz | Herkunft           | Spieler         | Preisgeld (in $) | Punkte |
| ----- | ------------------ | --------------- | ---------------- | ------ |
| 1     | Vereinigte Staaten | Cary Katz       | 83.200           | 83     |
| 2     | Deutschland        | Johannes Becker | 54.600           | 55     |
| 3     | Vereinigte Staaten | Arthur Morris   | 36.400           | 36     |
| 4     | Vereinigte Staaten | Steve Zolotow   | 26.000           | 26     |
| 5     | Vereinigte Staaten | Nick Schulman   | 20.800           | 21     |
| 6     | Vereinigte Staaten | William O’Neil  | 15.600           | 16     |
| 7     | Vereinigte Staaten | David Rheem     | 13.000           | 13     |
| 8     | Vereinigte Staaten | Scott Abrams    | 10.400           | 10     |

## Trophäe

### Punktesystem
Jeder Spieler, der bei einem der acht Turniere in den Preisrängen landete, sammelte zusätzlich zum Preisgeld Punkte. Das Punktesystem orientiert sich während der gesamten PokerGO Tour am Buy-in und dem gewonnenen Preisgeld. Es wird zu ganzen Punkten gerundet.

### Endstand
Spieler mussten bei mindestens zwei Turnieren die bezahlten Plätze erreichen, um einen Anspruch auf die Prämie für den besten Spieler zu haben.
| Platz | Herkunft           | Spieler           | Punkte | Preisgeld (in $) | Cashes | Siege |
| ----- | ------------------ | ----------------- | ------ | ---------------- | ------ | ----- |
| 1     | Vereinigte Staaten | Daniel Zack       | 352    | 524.700          | 5      | 0     |
| 2     | Vereinigte Staaten | John Monnette     | 316    | 316.000          | 3      | 1     |
| 3     | Vereinigte Staaten | Ben Lamb          | 304    | 303.900          | 2      | 1     |
| 4     | Vereinigte Staaten | Nick Guagenti     | 290    | 290.700          | 2      | 1     |
| 5     | Vereinigte Staaten | David „ODB“ Baker | 268    | 347.400          | 2      | 0     |
| 6     | Vereinigte Staaten | Maxx Coleman      | 224    | 280.500          | 2      | 0     |
| 7     | Deutschland        | Johannes Becker   | 192    | 191.600          | 4      | 0     |
| 8     | Vereinigte Staaten | Scott Abrams      | 189    | 189.600          | 2      | 1     |
| 9     | Vereinigte Staaten | Brian Rast        | 169    | 167.700          | 3      | 0     |
| 10    | Kanada             | Alex Livingston   | 164    | 164.100          | 2      | 0     |